# Гай Консидий Пет
Гай Конси́дий Пет (лат. Gaius Considius Longus Paetus; умер после 46 года до н. э.) — древнеримский государственный деятель, занимавший должность монетного триумвира, по разным версиям, в 49 или 46 году до н. э. Участник гражданской войны 49—45 годов до н. э.

## Биография
По-видимому, Пет по рождению происходил из знатного плебейского рода Элиев Петов, но в определённое время его по неизвестным причинам усыновил Гай Консидий Лонг, претор 57 или 52 года до н. э.
Во время гражданской войны между Гаем Юлием Цезарем и Гнеем Помпеем Великим Пет с отцом встал на сторону последнего. В то время, как его отец после решительной победы Цезаря в битве при Тапсе был предательски убит сопровождающими его гетулами, Пет после завоевания прибрежного города Гадрумета был взят Юлием Цезарем в плен, но победитель проявил к нему милосердие. 
Помимо того, Пет занимал должность монетного триумвира, по разным версиям, в 49 или 46 году до н. э.